# Critique de la psychologie analytique
Les critiques de la psychologie analytique sont diverses et proviennent de diverses disciplines. La psychologie analytique, théorie de la personnalité consciente et inconsciente, constituée dès 1913 par le psychiatre suisse Carl Gustav Jung, a d'abord été la cible de Freud.
La psychologie analytique fut, dès sa fondation, l'objet des critiques venant de la sphère psychanalytique ; Freud, en premier lieu, vit en l'œuvre de Jung celle « d'un mystique et d'un snob ». Les tenants du freudisme multiplièrent durant tout le XXe siècle les critiques, portant principalement sur le caractère mystique des écrits de Jung. D'autres analystes, en particulier des praticiens jungiens, dénoncèrent le « culte de la personnalité » autour du psychiatre suisse. Enfin, sa collusion avec le nazisme demeure l'une des polémiques les plus récurrentes.

## Richard Noll et la «prophétie» de Carl Gustav Jung
La critique du psychiatre américain Richard Noll, qui publia par deux ouvrages (Le Culte de Jung, 1994 et Le Christ aryen, 1997) examinant l'ambivalence selon lui du personnage de Jung, fut la plus acerbe à l'encontre des collusions de Jung avec le régime nazi. Son argumentation assimile Jung à un gourou aux délires de grandeurs et pétri de théories racistes et nazies, promoteur d'un christianisme intégriste. Selon lui Jung est en réalité un « prophète völklich » qui, se faisant toutefois passer pour chrétien, œuvre pour le retour du paganisme. Ainsi, derrière l'arrière-plan des accusations de collusion avec le nazisme, critique qui existe également chez Ernest Jones, ce que reproche Noll c'est la tentative que Jung a selon lui entreprise, via le culte de sa personne comme modèle et prophète, de restaurer le paganisme : « De même que Julien, Jung se présenta pendant de nombreuses années comme chrétien, alors qu’il pratiquait le paganisme dans l’intimité ». Noll considère aussi que Jung est un habile menteur n'ayant jamais cru à ses concepts originaux, œuvrant pour la déconfiture du monde religieux : « je suis convaincu – et c’est l’un des arguments de cet ouvrage – que Jung a fabriqué délibérément, et quelque peu trompeusement, ce masque du vingtième siècle pour rendre sa vision du monde magique, polythéiste et païenne plus acceptable à une société laïcisée, conditionnée à ne respecter que les idées d’apparence scientifique ».
Néanmoins ces ouvrages sur Jung sont considérés par la plupart des psychologues et historiens de la psychanalyse comme des attaques personnelles. Élisabeth Roudinesco notamment argumente : « Même si les thèses de Noll sont étayées par une solide connaissance du corpus jungien […], elles méritent d’être réexaminées, tant la détestation de l’auteur vis-à-vis de son objet d’étude diminue la crédibilité de l’argumentation ». Richard Noll affirme également que dans la fameuse tour de Bollingen, Jung, franc-maçon, fait représenter un certain nombre « d'outils et de symboles maçonniques et alchimiques ».

## La critique du mouvement autour de la personnalité de Jung
L'analyste jungien britannique Andrew Samuels dans Jung and the PostJungians explore le milieu de la psychologie analytique, éclairant les nombreuses dissensions internes autour de concepts clés de Jung mais en raison des divergences de personnes également. Dans Controversies in Analytical Psychology, Robert Withers examine la prépondérance de la figure de Jung sur la psychologie analytique formant un véritable culte de la personnalité. Lors de la fondation du Club de psychologie de Zurich, explique-t-il, les critiques quant au culte de la personnalité autour de Jung existaient déjà. Hans Rudolf Wilhelm, suivant Oskar Pfister, prétendait que Jung accumulait autour de lui une « mafia pour anéantir Riklin ». Plus tard, en 1948, Medard Boss et Hans Trüb se démarquent aussi de la primauté de l'approche jungienne.

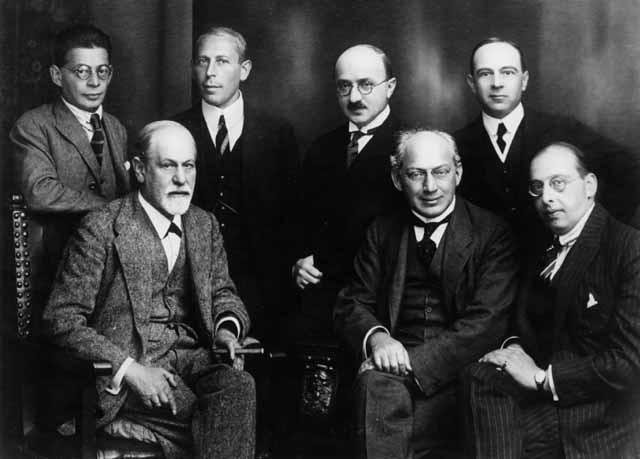
Sigmund Freud ainsi que ses partisans ont été les critiques principaux de la psychologie analytique.

## La critique de la psychanalyse
Du point de vue psychanalytique, nombre d'analystes continuateurs de Freud se sont prononcés sur le « cas de Jung ». Le psychanalyste Dominique Bourdin, agrégé de philosophie et docteur en psychopathologie : « Renonçant aussi bien à l'importance de la sexualité infantile qu'au rôle organisateur de la crise œdipienne dans l'histoire singulière de chaque individu, Jung est sorti de la psychanalyse – même s'il continue à utiliser ce terme, désormais compris comme analyse de contenus psychiques généralement inconscients (...). Peut être est-ce un prophète du « retour du religieux », indépendamment des Églises traditionnelles, et en précurseur du courant spirituel du New Age, selon lequel nous entrons désormais dans « l'ère du Verseau », que nous pourrions le décrire le plus adéquatement. Ce faisant, il a délibérément quitté le terrain des sciences humaines et de la pensée rationnelle ».
Karl Abraham est le premier à établir, alors que Jung était encore rattaché officiellement à Freud, une critique argumentée. Dans son écrit « Critique de l'essai d'une présentation de la théorie psychanalytique de C. G. Jung » Karl Abraham s'attaque aux postulats de Jung. Il dénonce le « délayage de l'inconscient » opéré par le psychiatre suisse. La « teinte religieuse » du concept, qui devient dès lors un « arrière-plan mystique » fait de Jung un « théologien » et non plus un psychanalyste. Cette critique est récurrente dans la littérature psychanalytique.
Yvon Brès explique quant à lui que le concept jungien d'inconscient collectif « témoigne également de la facilité avec laquelle on peut glisser du concept d'inconscient psychologique vers des perspectives relevant d'un univers de pensée étranger à la tradition philosophique et scientifique dans laquelle ce concept est né ».
La seconde génération de psychanalystes freudiens, représentée par Donald Woods Winnicott ou Jacques Lacan par exemple, perpétuent la critique également. La synthèse critique est réalisée par Edward Glover, continuant celle d'Ernest Jones, dans Freud ou Jung (1941).